# Adansi Norte

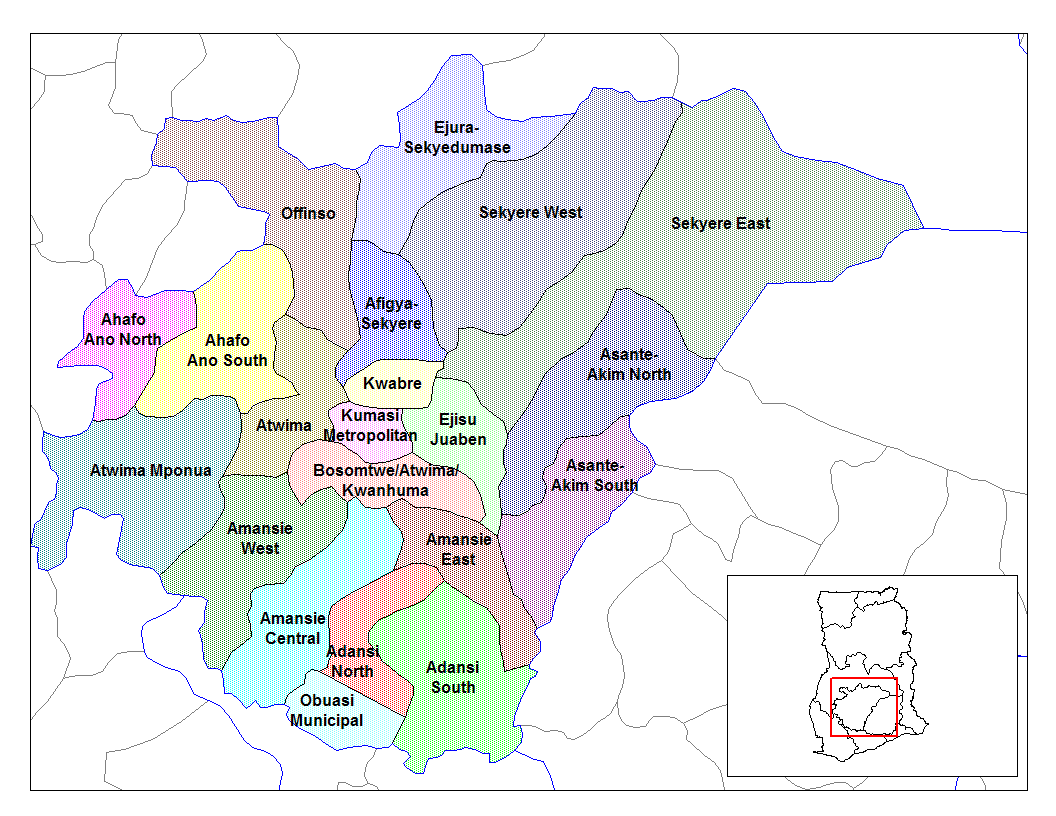
Mapa da região de Axânti; Adansi Norte encontra-se no sul, em cor-de-rosa

Adansi Norte (em inglês: Adansi North) é um distrito do sul da região Axânti, no Gana.